# まむしの兄弟 懲役十三回
『まむしの兄弟 懲役十三回』（まむしのきょうだい ちょうえきじゅうさんかい）は、1972年2月3日に公開された日本の映画。製作は東映（京都撮影所）。

## 概要
まむしの兄弟シリーズ3作目。時代設定は現代から昭和10年に設定され、本作から音楽は菊池俊輔から広瀬健次郎に変わった。

## キャスト
- 政太郎 - 菅原文太
- 勝 - 川地民夫
- 雪子 - 光川環世
- お珠 - 三島ゆり子
- お熊 - 高橋とよ
- チャボ松 - 雷門ケン坊
- 山根太三郎 - 嵐寛寿郎
- 岩淵琢馬 - 小池朝雄
- ボレロの譲次 - 村井国夫
- 富永市太郎 - 北村英三
- どじょう辰 - 潮健児
- 都春月 - 葵三津子
- お六 - 武智豊子
- ぽん太 - 女屋実和子
- お蝶 - 集三枝子
- 重助 - 森源太郎
- 加賀万蔵 - 高宮敬二
- 留三 - 有川正治
- 源太 - 大木晤郎
- 与市 - 宇崎尚韶
- 安井彦造 - 西田良
- 健吉 - 大木正司
- 沢村鶴次郎 - 林彰太郎
- 秋本源兵衛 - 中村錦司
- 新家の小五郎 - 北町史朗
- 役者 - 那須伸太朗、大城泰
- 代本 - 谷村昌彦
- 紳士 - 高並功
- 車掌 - 広瀬義宣
- チンピラ - 八尋洋、奈辺悟
- 工藤三郎 - 白川浩二郎
- 六郎 - 志賀勝
- 泥テキ - 畑中伶一
- 洋服屋 - 岡部正純
- 販売員 - 上岡紀美子
- 店員 - 星野美恵子
- 子分 - 須賀良、福本清三
- 観音の弥之助 - 天知茂

## スタッフ
- 監督 - 中島貞夫
- 原案 - 斯波道男
- 脚本 - 中島貞夫、高田宏治
- 企画 - 俊藤浩滋、橋本慶一、佐藤雅夫
- 撮影 - 増田敏雄
- 音楽 - 広瀬健次郎
- 照明 - 中山治雄
- 録音 - 馬場一朗
- 美術 - 井川徳道
- 編集 - 神田忠男
- 助監督 - 依田智臣

## 同時上映
- 女番長ブルース 牝蜂の挑戦
  - 監督 - 鈴木則文、主演 - 池玲子

| スタブアイコン | サブスタブ | この項目は、まだ閲覧者の調べものの参照としては役立たない、映画に関連した書きかけの項目です。この項目を加筆・訂正などしてくださる協力者を求めています（P:映画/PJ:映画）。 |